# Дизартрия
Дизартрия (из др.-греч. δυσ- — приставка, означающая затруднённость, расстройство + ἀρθρόω — «сочленяю, соединяю») — нарушение произносительной стороны речи вследствие нарушения иннервации речевого аппарата, возникающее в результате поражения нервной системы. При дизартрии, в отличие от афазии, ограничена подвижность органов речи (мягкого нёба, языка, губ), из-за чего затруднена артикуляция. У взрослых дизартрия не сопровождается распадом речевой системы: нарушением восприятия речи на слух, чтения, письма. В детском же возрасте дизартрия нередко приводит к нарушению произнесения слов и, как следствие, к нарушению чтения и письма, а иногда к общему недоразвитию речи. Выявление дизартрии требует неврологического обследования, по результатам которого назначается лечение и логопедическая коррекция.

## Причины
Дизартрия не является самостоятельным заболеванием, хотя у некоторых больных может быть наиболее заметным проявлением поражения нервной системы. Наблюдается при травмах и опухолях нервной системы, нарушениях мозгового кровообращения, нейроинфекциях, демиелинизирующих заболеваниях и др. У детей дизартрия часто сочетается с другими проявлениями дизонтогенеза, вызванного действием пре- и перинатальных факторов, входит в структуру нарушений при детских церебральных параличах.

## Проявления
Значительное нарушение звукопроизношения легко распознаётся, поскольку речь смазанная, глухая, часто с носовым оттенком («Говорит, как с кашей во рту»). Лёгкие нарушения артикуляции выявляются при специальном логопедическом обследовании.

## Классификация
Форма дизартрии зависит от места поражения нервной системы. Предложены разные классификации дизартрий, однако основной и наиболее распространённой в мире является клинико-неврологическая классификация, предполагающая выделение 6 форм (и одной смешанной):
- вялая — обусловлена периферическим парезом или параличом мышц, принимающих участие в артикуляции, вследствие поражения языкоглоточного, блуждающего и подъязычного нервов и/или их ядер, а также нарушения нервно-мышечной передачи. Часто сочетается с расстройствами глотания. Является одной из составляющих бульбарного синдрома;
- спастическая — обусловлена двусторонним центральным парезом или параличом мышц, иннервируемых языкоглоточным, блуждающим и подъязычным нервами, вследствие двустороннего поражения передних центральных извилин и/или корково-ядерных путей. Является одной из составляющих псевдобульбарного синдрома;
- односторонняя верхнемотонейронная — обусловлена преимущественно односторонним центральным парезом или параличом мышц, иннервируемых языкоглоточным, блуждающим и подъязычным нервами, вследствие одностороннего поражения передних центральных извилин и/или корково-ядерных путей;
- атактическая — обусловлена поражением мозжечка или его проводящих путей; характеризуется растянутой, скандированной речью с нарушением модуляции и меняющейся громкостью;
- гиперкинетическая — вид экстрапирамидной дизартрии, возникающий при поражении подкорковых узлов и их нервных связей. Является одним из вариантов гиперкинезов, часто сочетается с гиперкинезами другой локализации. Речь смазанная, невнятная с носовым оттенком, резко нарушена просодика, интонационно-мелодическая структура речи, её темп;
- гипокинетическая — вид экстрапирамидной дизартрии, возникающий при поражении подкорковых узлов и их нервных связей. Чаще всего наблюдается при паркинсонизме, характеризуется замедленной невыразительной речью, нарушениями модуляции голоса;
- смешанная — часто наблюдается при травмах нервной системы, диффузном и многоочаговом её поражении, когда имеет место сочетание разных механизмов дизартрии.

## Диагноз
Диагноз дизартрии (МКБ-10: R47.1) устанавливается врачом (как правило, невропатологом). При этом учитывается заключение логопеда. Логопед, в свою очередь, исследует не только особенности и характеристики нарушения звукопроизношения, но и все другие стороны речи.

## Лечение и коррекция
Поскольку дизартрия не является самостоятельным заболеванием и может наблюдаться при многих расстройствах нервной системы, содержание и очерёдность лечебных мероприятий определяются врачом после установления клинического диагноза, с учётом возраста и состояния больного. Во многих случаях требуется комплексное (лечебное и логопедическое) воздействие.
В детской логопедической практике важная роль отводится общему развитию всех сторон речи: словаря, грамматического строя, фонематического слуха, поскольку дети, страдающие дизартрией, испытывают в школьные годы трудности в усвоении письменной речи. В некоторых случаях целесообразно обучение таких детей в дошкольном периоде в логопедических группах детского сада.

## Прогноз
Прогноз зависит от основного заболевания. Целью работы логопеда является достижение понятной окружающим речи.